# Hervormde kerk (Gieterveen)
De Nederlands Hervormde kerk van Gieterveen is een waterstaatskerkje gebouwd in 1840. De kerk heeft de status van rijksmonument.